# Kazankaya, Aydıncık
Kazankaya là một thị trấn thuộc huyện Aydıncık, tỉnh Yozgat, Thổ Nhĩ Kỳ. Dân số thời điểm năm 2010 là 1.694 người.